# Aérodrome de Fort Simpson
L'aérodrome de Fort Simpson (code IATA : YFS • code OACI : CYFS) est situé à 13 km au sud-est de Fort Simpson, Territoires du Nord-Ouest, Canada.

## Compagnies aériennes et destinations
| Compagnies     | Destinations           |
| -------------- | ---------------------- |
| Air Tindi      | Yellowknife            |
| Canadian North | Hay River, Yellowknife |